# Unix Epoch
De Unix Epoch is de datum en tijd die correspondeert met de waarde 0 van de klok en de timestamp van Unix. 
Op de meeste Unix-systemen is de epoch gelijk aan 00:00:00 GMT op 1 januari 1970. De meeste Unix-systemen gebruiken 1 'tick' per seconde. De Unix-tijd is dan het gehele aantal seconden na de Unix Epoch. Dit aantal wordt bijgehouden in een signed 32-bit integer. Dit zorgt ervoor dat vanaf 19 januari 2038 om 03:14:08 UTC deze teller niet meer bruikbaar zal zijn in de huidige vorm. Zie hiervoor het artikel "Softwareprobleem jaar 2038".
Andere besturingssystemen kennen ook epochs:
- VMS: middernacht op 17 november 1858
- Mac OS: middernacht op 1 januari 1904
- Windows: middernacht op 30 december 1899